# Bruno Lábaque
Bruno Lábaque es un exjugador de baloncesto argentino, nacido el 11 de noviembre de 1977 en Córdoba (Argentina), jugaba de base. En 2017 anunció su retiro de la práctica profesional tras finalizar la temporada 2016-17 de la Liga Nacional. El 12 de mayo de 2017 disputó su último partido con la camiseta de Atenas de Córdoba. En su honor se retiró la camiseta número 7.

## Historia deportiva
Bruno Lábaque se formó como jugador en Asociación Deportiva Atenas. Debutó en la LNB el 13 de noviembre de 1994 contra Quilmes de Mar del Plata.
Además, llegó a los 900 partidos en la Liga Nacional cuando, el 8 de marzo de 2017, su equipo Atenas recibió a Estudiantes de Concordia. Es el sexto jugador en lograr esta marca. En mayo de 2017 logró su máxima marca al anotar 41 puntos en un mismo partido.

## Selección nacional
Su primera presentación en la Selección Nacional de Mayores fue en el Sudamericano de Montevideo en 2003 contra Chile. Además participó en el Mundial Sub-22 de 1997, Juegos Panamericanos del 2003 y Sudamericano de Mayores de 2004.

## Trayectoria
- 1994-03: LNB : Asociación Deportiva Atenas
- 2003-04: LegADue : Basket Rimini Crabs
- 2004-05: ACB : CB Tenerife
- 2005-06: LNB : River Plate
- 2006: LegADue : Nuova Sebastiani Rieti
- 2006-09: LNB : Asociación Deportiva Atenas
- 2009-10: LNB : Obras Sanitarias
- 2010-17: LNB : Asociación Deportiva Atenas

## Palmarés

### Campeonatos nacionales
- Liga Nacional de Básquet: (5)

Atenas: 1997-98, 1998-99, 2001-02, 2002-03, 2008-09.
- Torneo Copa de Campeones : (2)

Atenas: 1998, 1999.
- Copa Argentina: (1)

Atenas: 2008.
- Torneo Super 8: (1)

Atenas: 2010.

### Campeonatos internacionales
- Campeonato Panamericano de Clubes: (1)

Atenas: 1996.
- Liga Sudamericana de Clubes: (3)

Atenas: 1997, 1998.

### Menciones
Elegido para el Juego de las Estrellas de la LNB en 2002, 2003, 2007, 2009, 2011 y 2015.